# Christian Delle Stelle
Christian Delle Stelle (Cuggiono, 4 de febrero de 1989) es un ciclista italiano.

## Palmarés
2009 (como amateur)
- Giro del Medio Brenta

2011 (como amateur)
- Milán-Busseto

2014
- Gran Premio Izola
- Trofeo Franco Balestra
- 1 etapa de la Vuelta a Eslovaquia